# Dysdera ukrainensis
Dysdera ukrainensis là một loài nhện trong họ Dysderidae.
Loài này thuộc chi Dysdera. Dysdera ukrainensis được miêu tả năm 1956 bởi Charitonov.